# 회전초

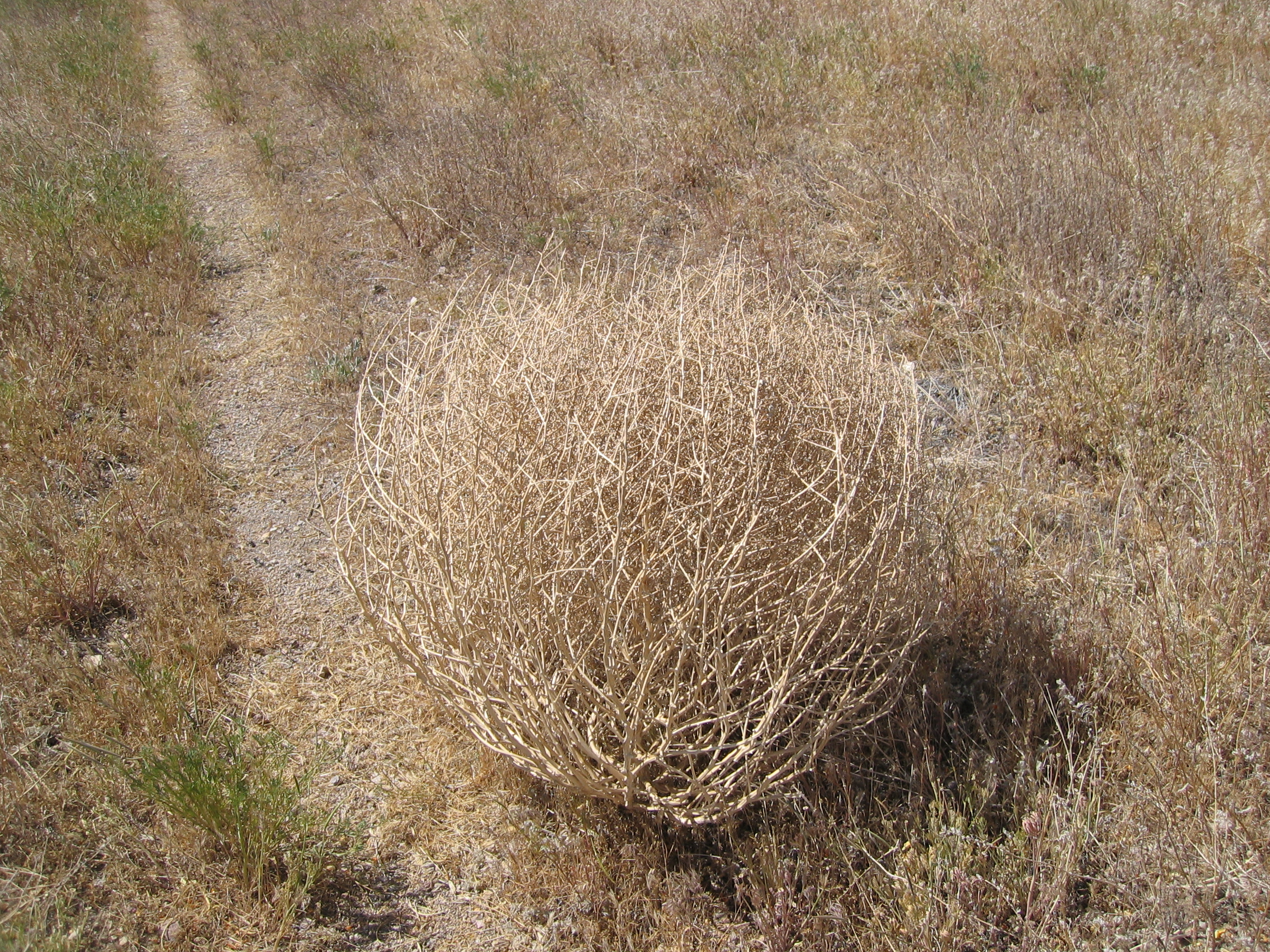

회전초 、텀블 위드 (回轉草, tumbleweed)란 뿌리에서 분리되어 바람에 굴러다니는 식물의 지상 부분임. 하나의 종이 아닌 여러 가지 식물군을 포함하고 있으며 일부 종은 뿌리가 없이도 살아서 식물의 기능을 수행할 수 있음.  스텝 기후나 사막 기후 지역에서 둥근 실 뭉치 같은 물체가 바람에 날려 이리저리 굴러다니는 모습으로 확인됨.
회전초는 물이 부족하면 바싹 말라버리고 뿌리 또는 줄기가 끊어져 바람을 타고 이리저리 굴러다님. 이런 회전초는 말라 죽은 것이지만, 굴러다니면서 사방에 씨앗을 뿌리며 자신의 종자를 퍼뜨린다. 이렇게 날아다니다가 비가 오거나 물이 있는 곳에 가면 땅에 뿌리를 내리고 줄기를 뻗으며 번식한다.
회전초의 생태는 행성 탐사 로봇을 개발하는 기술자들에게 영감을 주기도 하였다. 바람에 의해 둥글게 뭉쳐서 날아가는 회전초를 본떠 로봇을 만들면 어떤 지형에서도 돌아다닐 수 있다고 여겨졌다. 2003년 미국 항공우주국은 바람이 불면 굴러다니는 행성 탐사 로봇을 만들어 그린란드에서 시운전에 성공했다.